# Jürgen Friedrich (Pianist)

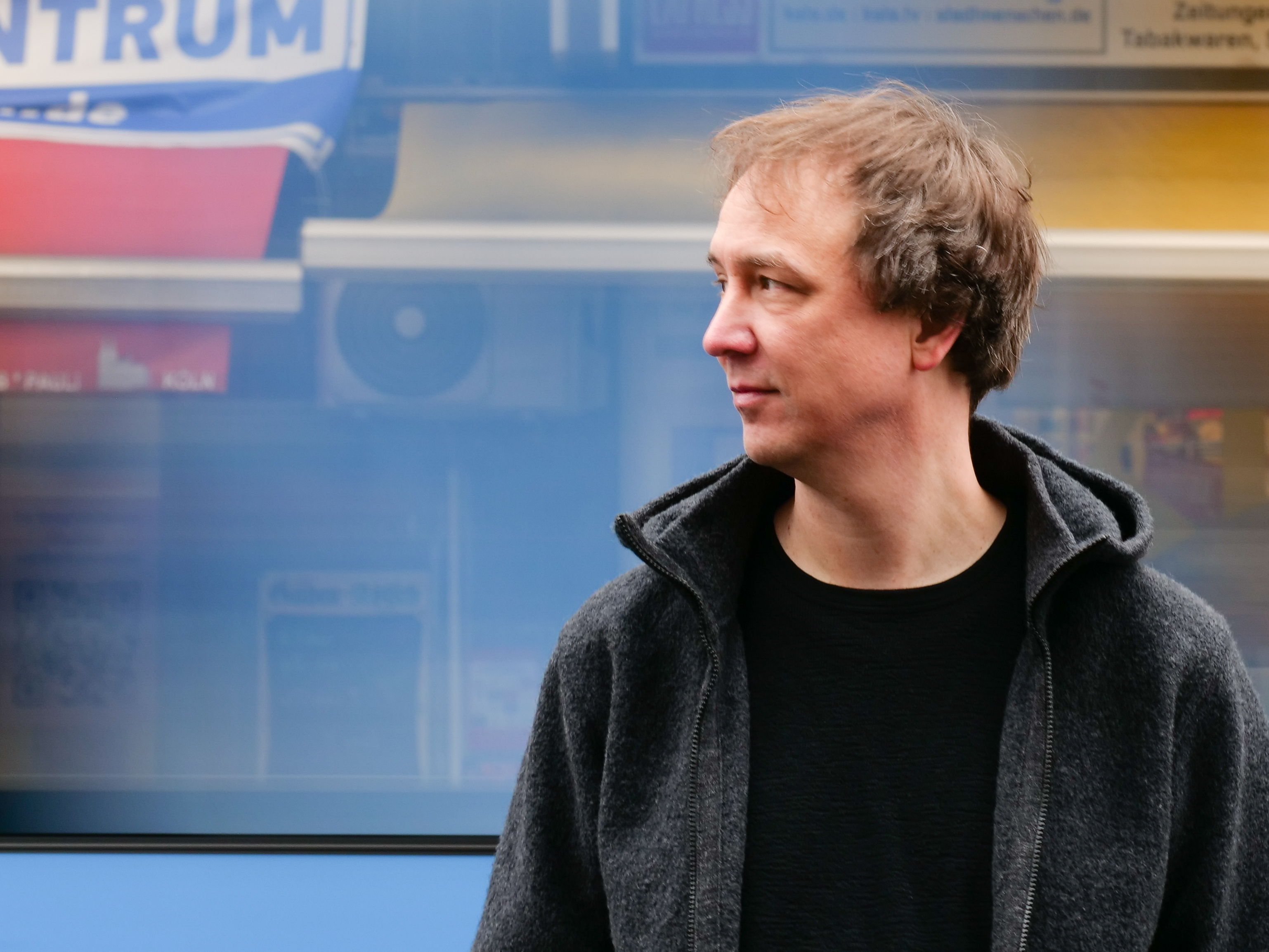
Jürgen Friedrich (2022)

Jürgen Friedrich (* 1970 in Göttingen) ist ein deutscher Musiker (Piano, Komposition), der im Jazz und weiterhin auch in der aktuellen Musik tätig ist.

## Leben
Friedrich erhielt eine musikalische Ausbildung zunächst an der Städtischen Musikschule Braunschweig sowohl in der Klassik bei Hans-Dieter Meyer-Moortgaat als auch im Jazz bei Otto Wolters. Er studierte Klavier und Komposition an der Hochschule für Musik Köln bei John Taylor, Joachim Ullrich und Bill Dobbins und ist seitdem als freiberuflicher Musiker aktiv.
Friedrich trat oft mit dem Trio Friedrich-Hébert-Moreno sowie seinem Quartett (teils mit Kenny Wheeler) auf, später im Quartett Bits & Pieces. Daneben wirkte er im Sunday Night Orchestra und im Cologne Contemporary Jazz Orchestra, gründete aber auch eigene Großformationen, für die er ebenfalls komponierte; insbesondere seine Monosuite for String Orchestra and Improvisers hat ausgezeichnete Kritiken erlangt. Weiterhin arbeitete er mit Musikern wie David Liebman, Hayden Chisholm, Nils Wogram, Matthias Bergmann und in den Large Ensembles von Stefan Schultze und Jan Schreiner.
Zunächst zwischen 2004 und 2006 auf einer Professur für Klavier an der Musikhochschule Hamburg wurde Friedrich 2006 als Professor für Komposition und Arrangement im Bereich Jazz & Popularmusik an die Musikhochschule Mannheim berufen. Im Jahr 2023 wechselte er an die Hochschule für Musik und Tanz Köln, wo er Klavier und Komposition lehrt.

## Preise und Auszeichnungen
Für seine Musik erhielt Friedrich mehrere nationale und internationale Preise, unter anderem den Gil Evans Award for Jazz Composition 1997, den 1. Preis des Julius Hemphill Composition Award 1998 und 2002 der Jazz Composer’s Alliance, den 2. Preis der Barga International Competition of Arrangement and Composition 1998, den Förderpreis Jazz/Improvisierte Musik 2000 der Stadt Köln, den JazzIN – Kompositionspreis des Landes Niedersachsen 2005 und den Neuen Deutschen Kompositionspreis 2015. Im Jahr 2017 erhielt er den WDR-Jazzpreis in der Kategorie Improvisation.

## Diskografie (Auswahl)

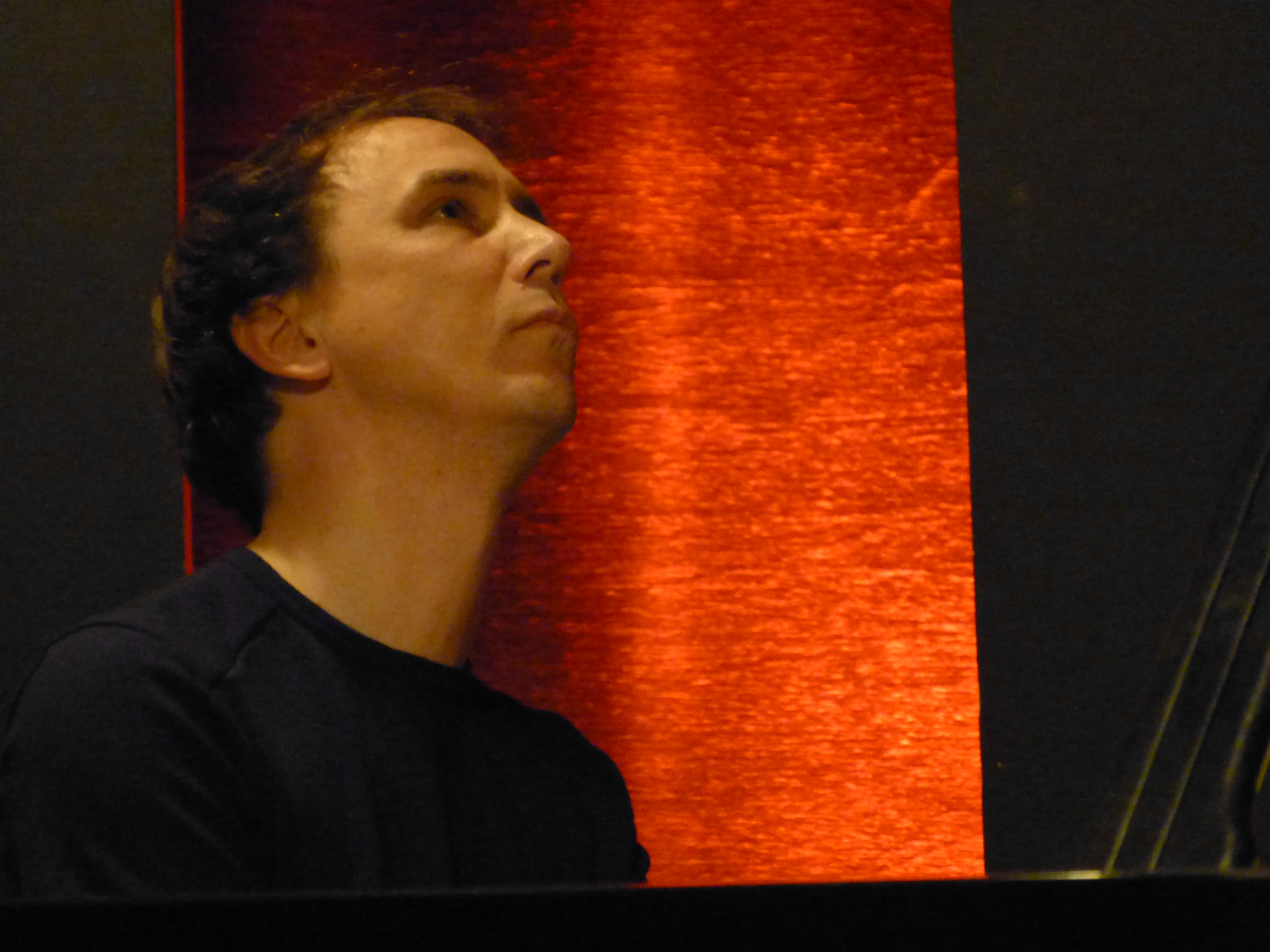
Jürgen Friedrich (2014)

- Nano Brothers, Ascend Flowers (mit Johannes Ludwig, Klaeng Records 2024)
- Semi Song (Jürgen Friedrich Large Ensemble mit Johannes Ludwig, Leo Huhn, Sebastian Gille, Uli Kempendorff, Steffen Schorn, Chris Mehler, Bastian Stein, John-Dennis Renken, Matthias Bergmann, Nils Wogram, Shannon Barnett, Moritz Wesp, Jan Schreiner, Pablo Held, David Helm, Fabian Arends; 2022, Nwog Records)
- Nautilus Infrablue (mit Hayden Chisholm, Philipp Scholz, Robert Lucaciu; Two Rivers Records 2016)
- Nano Brothers: Echtzeit (mit Johannes Ludwig; Floatmusic 2015)
- Reboot (mit David Helm & Fabian Arends, Nwog Records 2014)
- Monosuite (Sequenza String Orchestra featuring Hayden Chisholm, Achim Kaufmann, John Hébert, John Hollenbeck; Pirouet Records 2012)
- Trio Friedrich-Hébert-Moreno: Pollock (mit John Hébert, Tony Moreno, Pirouet Records, 2009)
- Trio Friedrich-Hébert-Moreno: Seismo (mit John Hébert, Tony Moreno; Pirouet Records, 2006)
- Jürgen Friedrich’s Bits & Pieces (mit Claudius Valk, Norbert Scholly, Philipp Rehm, Junia Vent, Felix Astor; schoener hoeren 2004)
- Trio Friedrich-Hébert-Moreno: Resistance (mit John Hébert, Tony Moreno; schoener hoeren 2003)
- Trio Friedrich-Hébert-Moreno: Surfacing (mit John Hébert, Tony Moreno; Naxos 2001)
- Trio Friedrich-Hébert-Moreno: Voyage Out (mit John Hébert, Tony Moreno; jazz4ever 2001)
- Jürgen Friedrich Quartet w/ Kenny Wheeler Summerflood (mit Claudius Valk, Volker Heinze, Darren Beckett; CTI Records 1999)